# Yuan Mei
Yuan Mei (xinès simplificat 袁枚) 1716-1797) va ser un reconegut poeta, magistrat, pintor i gastrònom xinès de la dinastia Qing.

## Biografia
Va néixer el 25 de març de 1716 a Qiantong (l'actual Hangzhou) a la provincia de Zhejiang. De família sense massa recursos, el seu pare era un humil secretari en diferents províncies.
Va ser molt precoç i amb només 23 anys ja va obtenir el grau de "jinshi".
Va treballar a la funció pública com a magistrat local durant 8 anys (1742-1749), període que deixà reflectit en una important obra sobre temes administratius, jurídics i sobre l'art de governar.
La seva producció artística va abastar diferents matèries com la pintura, l'assaig i especialment la poesia, que es va definir com de "inusual llenguatge transparent i elegant".
En funció del seu origen geogràfic, conjuntament amb Zhao Yi (1727-1814) i Jiang Shiquan (1725 - 1785) se'l coneixia com un dels "Tres grans de l'oest del Riu Blau".
Yuan sostenia que el propòsit de la poesia consisteix a expressar emocions i que ha de ser plaent; rebutjava la visió didàctica que defensaven altres poetes com Zhang Xuecheng partidaris que la poesia ha de transmetre ensenyaments morals. La poesia i la prosa de Yuan reflecteixen la vida d'un hedonista del segle xviii talentós i refinat, poc convencional però dins els límits del bon gust i amb un lleuger coneixement de "l'exòtic Occident".
Entre la publicació de les seves obres i les inversions en terres va assolir una fortuna important i en la seva residència de Nanjing va tenir un nombre important de deixebles, molts d'ells eren joves poetesses (13), que ell ajudava a publicar les seves obres, fet que va ser molt criticat pels seus adversaris que van batejar la casa com "l'Acadèmia de les Prostitutes".
A banda de poesia i els temes jurídics, Yuan va publicar obres sobre viatges per la Xina, com "Notes sobre els viatges a les muntanyes de Guilin", i llibres de cuina, com el receptari "Suiyuan Shidan".